# Casa Senyorial de Drabesi
La Casa Senyorial de Drabeši (en letó:  Drabešu muižas pils) és una mansió a la regió històrica de Vidzeme, al Municipi d'Amata del nord de Letònia.

## Història
El nom de lloc Drabeši es deriva del cognom Drobisz d'un oficial polonès, propietari de la mansió a començaments del segle xvii. Des de 1794 la finca va pertànyer a la família Blackenhagen.
La mansió actual va ser construïda en estil clàssic durant el primer quart del segle xix -al voltant de 1820 -. Va patir danys per un incendi greu durant la revolució russa de 1905, però va ser reparada abans de la Primera Guerra Mundial. Després de les reformes agràries de la dècada de 1920, l'edifici va esdevenir una escola primària. El poeta Aleksandrs Čaks va treballar allà com a professor i administrador des de 1925 a 1927.